# Oyens (Iowa)
Oyens es una ciudad situada en el condado de Plymouth, Iowa, Estados Unidos. Tiene una población estimada, a mediados de 2022, de 91 habitantes.

## Geografía
La localidad está ubicada en las coordenadas 42°49′11″N 96°3′29″O / 42.81972, -96.05806. Según la Oficina del Censo de los Estados Unidos, tiene una superficie de 0.29 km², correspondientes en su totalidad a tierra firme.

## Demografía
Según el censo de 2020, en ese momento había 92 personas residiendo en la localidad. La densidad de población era de 317.24 hab./km². El 91.30% eran blancos y el 8.70% eran de una mezcla de razas. Del total de la población, el 5.43% eran hispanos o latinos de cualquier raza.